# Nagy Sándor (ügyvéd, 1859–1934)
Nagy Sándor, 1881-ig Grosz (Dévaványa, 1859. július 14. – Budapest, Terézváros, 1934. május 4.) ügyvéd, országgyűlési képviselő, földbirtokos.

## Életútja
Grosz Adolf és Ehrlich Hani (Janka) fia. Középiskoláit Kisújszálláson és Budapesten végezte; 1881-ig ugyanitt hallgatta a jogot. Ezután másfél évig Párizsban a bűnvádi eljárást és a börtönrendszereket tanulmányozta; az utóbbit azután Angliában és Belgiumban folytatta. 1883-ban Szolnokon a járásbíróságnál joggyakorlaton volt, melyet Budapesten ügyvédi irodában befejezett; 1887-től az ügyvédi praxist folytatta. 1892-től a megyaszói (Zemplén megye) kerületet képviselte az országgyűlésen, mint a szabadelvű párt híve. Tagja volt a zárszámadást vizsgáló bizottságnak. 1896. október 28-án is képviselőnek választották. 1905-ig szabadelvű programmal képviselte a megyaszói kerületet, 1910-ben újból jelölték a Nemzeti Munkapárt programjával.
1910 júliusában Lovászy Márton interpellációja közben Nagy Sándor munkapárti képviselő Gortvay Andor Zemplén megyei főszolgabíróról ezt mondotta: "Gyáva fráter!" Gortvay a sértésért Szinyey-Merse Félix és Mocsáry Sándor képviselők útján lovagias elégtételt kért Nagy Sándortól, aki Telegdy József és Vojnits Sándor képviselőket nevezte meg segédeiül. A megbízottak pisztolypárbajban állapodtak meg. A párbaj a honvéd lovassági laktanyában történt. Egyszeri golyóváltás, harminc lépés távolságról, öt-öt lépés avansz és öt másodperc célzási idő. Gortvay pisztolya csütörtököt mondott. Nagy Sándor golyója Gortvay feje felett süvített el. A felek nem békültek ki.
Halálát érelmeszesedés, szívbénulás okozta 1934-ben.
Országgyűlési beszédei a naplókban vannak.

## Családja
Felesége Grosz Irma (1871–1936) volt.
Gyermekei
- Nagy Ilona Gabriella Rózsi (1889–?) . Férje Lisznyai (Lindenbaum) Félix földbirtokos volt.
- Nagy Julianna Bella Margit (1891–?). Férje Latzer Károly Sámuel kereskedő volt.